# Theuma ababensis
Espèce
Theuma ababensis est une espèce d'araignées aranéomorphes de la famille des Prodidomidae.

## Distribution
Cette espèce se rencontre au Botswana, en Namibie et en Afrique du Sud,.

## Description
Le mâle holotype mesure 5,4 mm.

## Systématique et taxinomie
Cette espèce a été décrite par Tucker en 1923.

## Étymologie
Son nom d'espèce, composé de abab[is] et du suffixe latin -ensis, « qui vit dans, qui habite », lui a été donné en référence au lieu de sa découverte, Ababis.

## Publication originale
- Tucker, 1923 : « The Drassidae of South Africa. » Annals of the South African Museum, vol. 19, p. 251-437 (texte intégral).